# .arpa
.arpa is een topleveldomein (TLD) dat exclusief gebruikt wordt voor internet-infrastructuur doeleinden.
.arpa was oorspronkelijk bedoeld voor het faciliteren van de overgang naar het Domain Name System. Het ARPANET was de voorganger van het internet, opgezet door het United States Department of Defense Advanced Research Projects Agency (ARPA). Toen het Domain Name System werd geïntroduceerd in 1985 werden ARPANET hostnamen in het begin veranderd in domeinnamen eindigend op .arpa . Hostnamen in andere netwerken werden soms ook veranderd naar pseudodomein-stijl adressen met extensies als .uucp of .bitnet. Deze zijn op het internet nooit toegevoegd als formele TLD. Domeinnamen met deze vorm werden steeds minder gebruikt en vervangen door domeinnamen die gebruik maakten van de andere meer informatieve TLD's.
Toch bleek het verwijderen van .arpa, toen het zijn doel had bereikt, onpraktisch. Dit kwam doordat in-addr.arpa werd gebruikt voor "Reverse DNS Lookup" van IP-adressen.
Op een bepaald moment werd voorgesteld dat voor nieuwe infrastructuur databanken het domein .int zou worden gebruikt met het oog op het verwijderen van .arpa. In mei 2000 werd dit idee echter omgedraaid, en werd besloten dat .arpa in gebruik zou blijven waar het oorspronkelijk voor was bedoeld en dat .int voor internationale organisaties zou worden gebruikt. .arpa staat nu voor Address and Routing Parameter Area (een backroniem).

## Secondleveldomeinen
- e164.arpa - ENUM naar DNS
- in-addr.arpa - Reverse DNS lookup voor IPv4
- ip6.arpa - Reverse DNS lookup voor IPv6
- uri.arpa - Voor dynamische ontdekking van URI adres-schema's
- urn.arpa - Voor dynamische ontdekking van URN adres-schema's